# Estación Alta Córdoba Norte
Alta Córdoba Norte fue una estación de ferrocarril de la ciudad de Córdoba, Provincia de Córdoba, Argentina. Se encontraba en el barrio de Alta Córdoba. Era de propiedad estatal, perteneciente al Ferrocarril Central Norte Argentino. Luego de la nacionalización de los ferrocarriles en 1948, sus operaciones fueron transferidas a la Estación Alta Córdoba. Fue demolida en la década de 1960.

## Servicios
Brindaba servicios locales en vías estatales, como a Cruz del Eje, y a La Puerta (Río Primero).

### Nota
En 1872 el Ferrocarril Central Norte construyó su primera estación en cercanías al Río Suquía para la línea Córdoba Tucumán. Esta línea fue vendida en 1886 al Ferrocarril Central Córdoba, pasando a operar desde la Estación Alta Córdoba.